# Târgușor (Constanța megye)
Târgușor község Constanța megyében, Dobrudzsában, Romániában. A hozzá tartozó település Mireasa.

## Fekvése
A település az ország délkeleti részén található, Konstancától negyven kilométerre északnyugatra.

## Története
Régi török neve Pazarli, románul Pazarlia.

## Lakossága
A nemzetiségi megoszlás a következő:
| 2002      | 2002 | 2002   |
| --------- | ---- | ------ |
| Románok   | 2919 | 98,18% |
| Tatárok   | 48   | 1,61%  |
| Lipovánok | 2    | 0,06%  |
| Törökök   | 2    | 0,06%  |
| Magyarok  | 1    | 0,03%  |
| Görögök   | 1    | 0,03%  |
| Összesen  | 2973 | 100,0% |